# Бірліцький сільський округ (Мойинкумський район)
Бірлі́цький сільський округ (каз. Бірлік ауылдық округі, рос. Бирликский сельский округ) — адміністративна одиниця у складі Мойинкумського району Жамбильської області Казахстану. Адміністративний центр — село Бірлік.
Населення — 2866 осіб (2021; 3157 у 2009, 3588 у 1999, 4472 у 1989).
Станом на 1989 рік існувала Комінтернівська сільська рада (села Бірлік, Жасулан, Комінтерн), з 1993 року — окремо Бірліцький сільський округ, сільська адміністрація Назарбекова Айтбая та Біназарська сільська адміністрація. 1997 року до складу Бірліцького сільського округу були включені ліквідовані Біназарська сільська адміністрація та Кенеська сільська адміністрація. 2001 року зі складу округу були виділені Біназарський сільський округ та Кенеський сільський округ. 2019 року до складу округу було включено 1,29 км² земель державного земельного фонду.